# Cynips quercusfolii
Cynips quercusfolii és una espècie d'himenòpter de la família dels cinípids. És una petita vespa que forma agalles en les fulles de plantes del gènere Quercus. Les que fa sobre el roure de Portugal,Quercus lusitanica, s'aprofiten comercialment.
L'adult fa uns 3 mm de llargada. L'agalla que formen les seves larves té forma esfèrica i es fa al revers de les fulles. La reproducció és en part sexual i en part per partenogènesi.

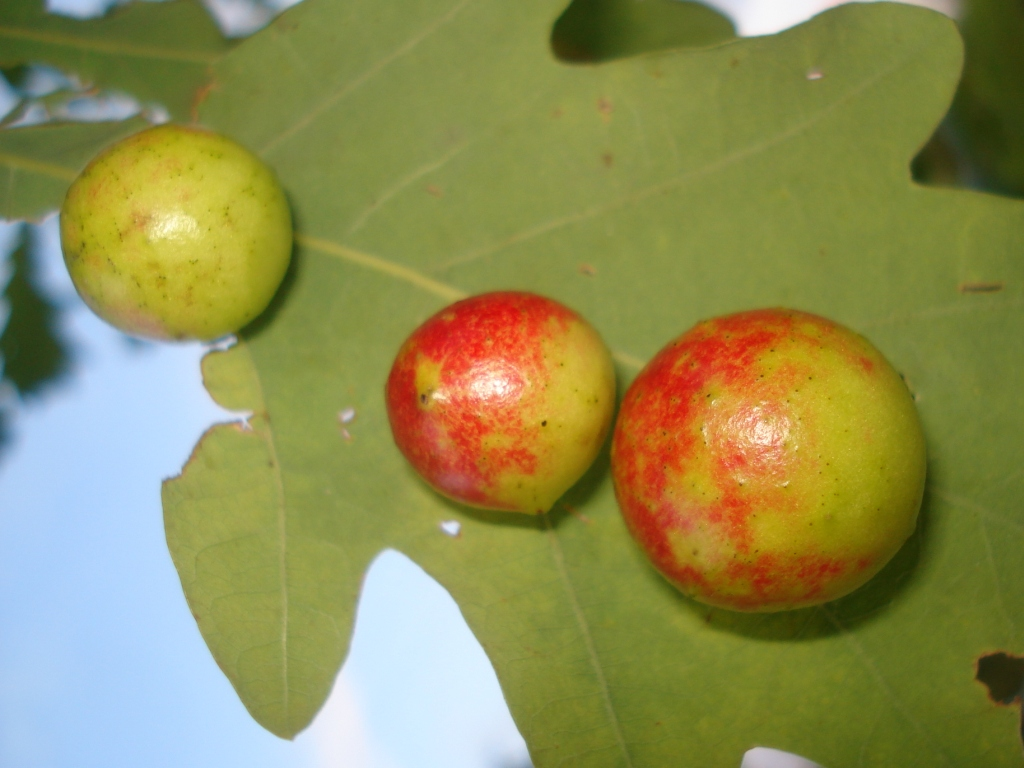
Cara inferior d'una fulla de roure

Les larves fan uns 2 mm de llargada. A cada agalla es desenvolupa només una larva. De l'agalla, a l'hivern, n'emergeix sempre una vespa femella la qual pondrà els seus ous (no fertilitzats) als borrons dels roures durant la primavera. Entre maig i juny neixen vespes sexuades de les agalles i comencen un nou cicle.
Abans es creia que els subjectes sexuats i no sexuats eren dues espècies diferents («Cynips quercusfolii» i «Spathegaster taschenbergi»).

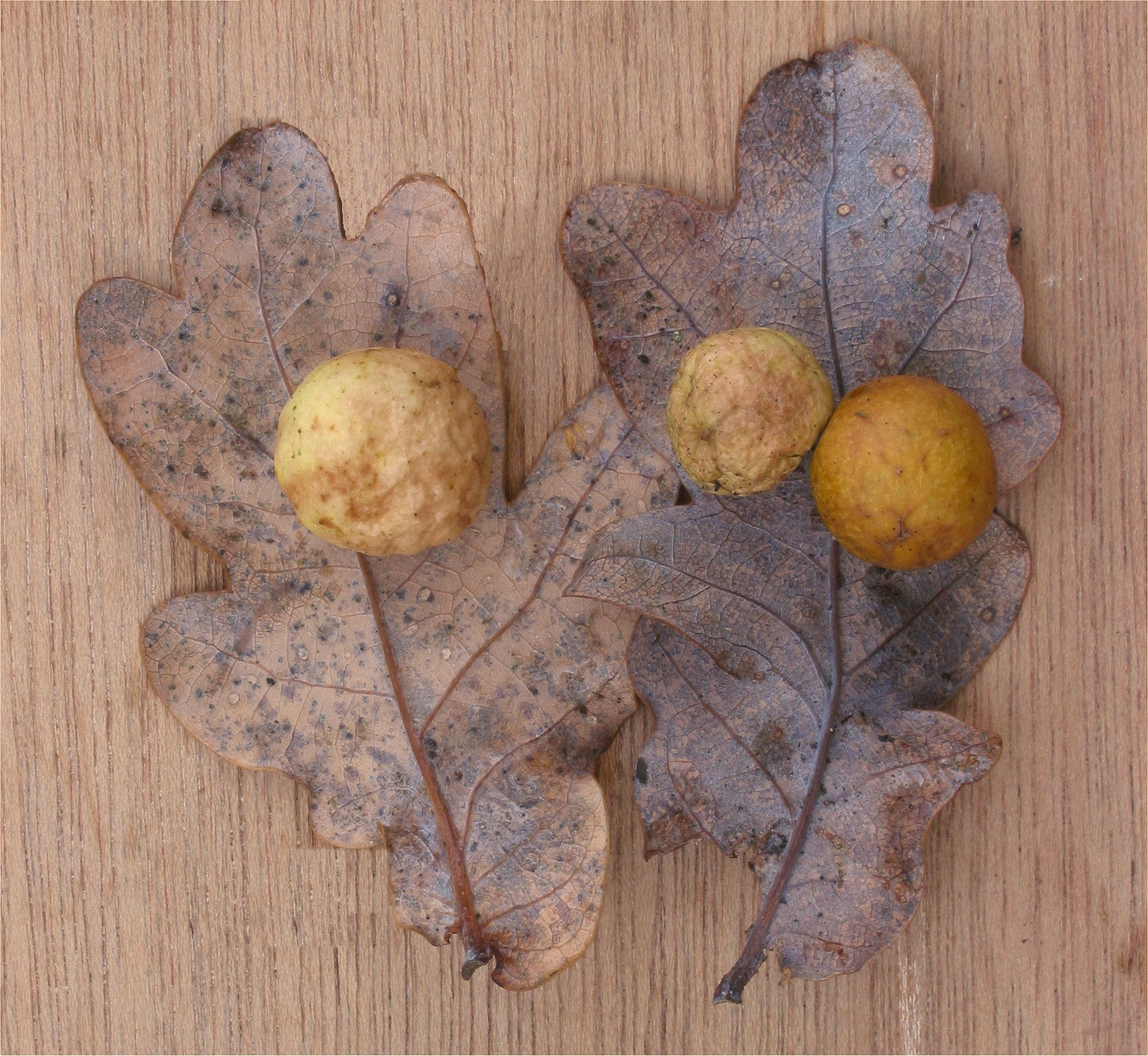
Agalles
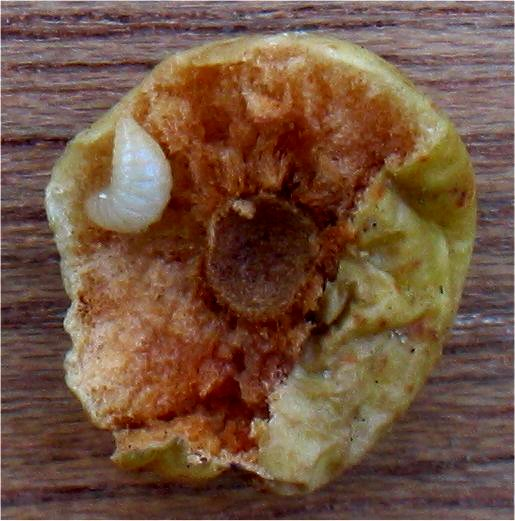
Larves